# Sport en Allemagne
 (septembre 2020).
Si vous disposez d'ouvrages ou d'articles de référence ou si vous connaissez des sites web de qualité traitant du thème abordé ici, merci de compléter l'article en donnant les références utiles à sa vérifiabilité et en les liant à la section « Notes et références ».

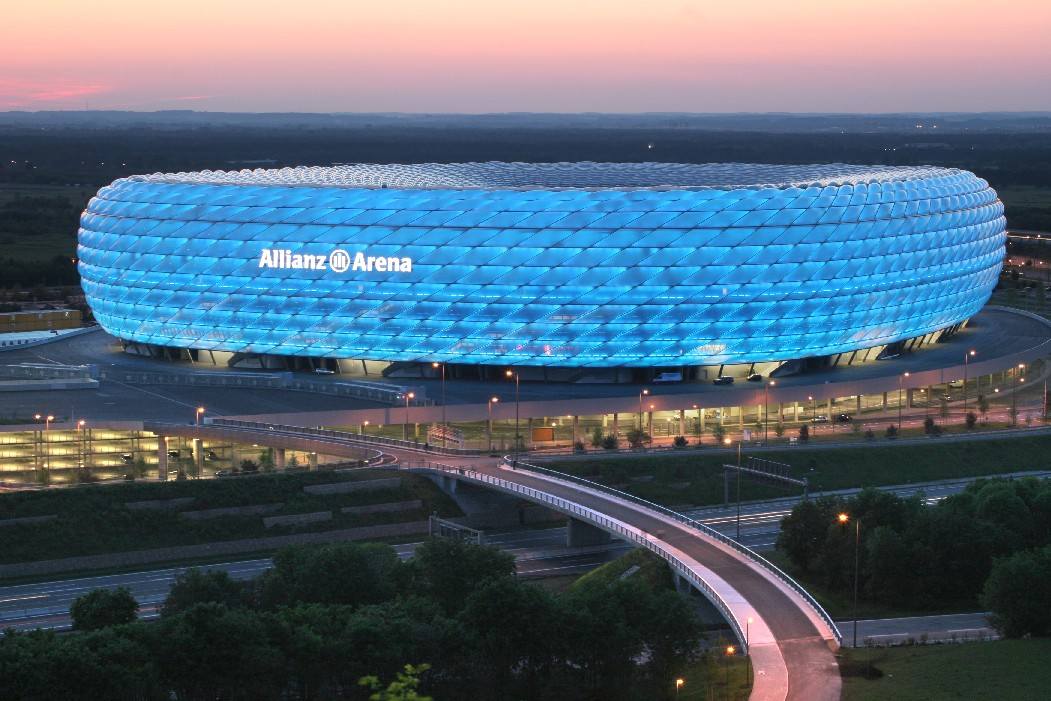
L'Allianz Arena à Munich, lieu du match d'ouverture de la Coupe du monde de football 2006

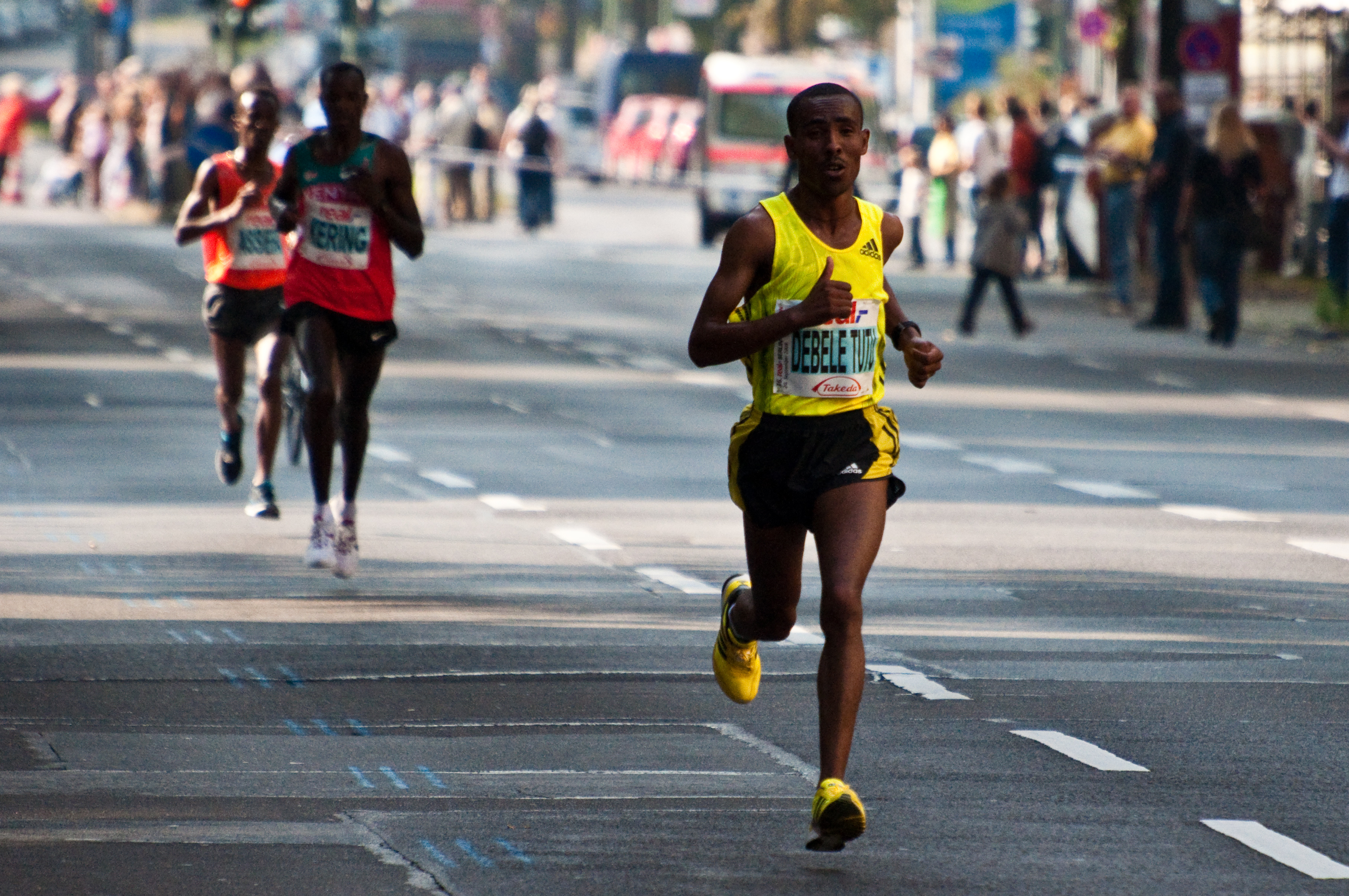
Le marathon de Berlin

Le sport en Allemagne est une partie importante de la culture et de la société allemande. En 2006, environ 27,5 millions de personnes étaient des membres des plus de 991 000 clubs de sport en Allemagne. Presque tous les clubs sportifs sont représentés par la Deutscher Olympischer Sportbund (Confédération Olympique et Sportive Allemande). Avec un total de 26 000 clubs et de 178 000 équipes, la Fédération allemande de football (DFB) est le plus grand organisme individuel dans la DOSB.

## Histoire
Friedrich Ludwig Jahn (1778-1852) était une figure importante dans l'histoire du développement de l'éducation physique en Allemagne et en Europe. En tant que patriote, il croyait que l'éducation physique était la pierre angulaire de la santé nationale et de la force et qu'elle était importante dans le renforcement du caractère et de l'identité nationale.

## Jeux olympiques

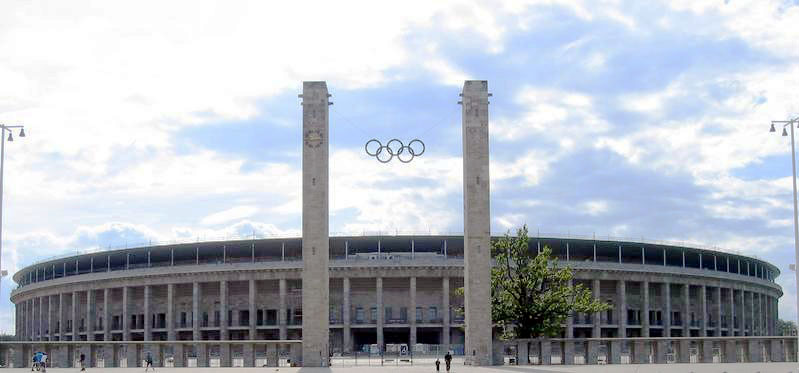
Le stade olympique de Berlin

Dans le décompte des médailles olympiques de tous les temps, l'Allemagne est 3e (l'Allemagne de l'Est est 8è). Elle est considérée comme la première puissance sportive d'Europe (hors Russie).
L'Allemagne a accueilli les Jeux olympiques d'été à deux reprises, à Berlin en 1936 et à Munich en 1972. L'Allemagne a accueilli les Jeux olympiques d'hiver en 1936 dans la ville de Garmisch-Partenkirchen.

## Football

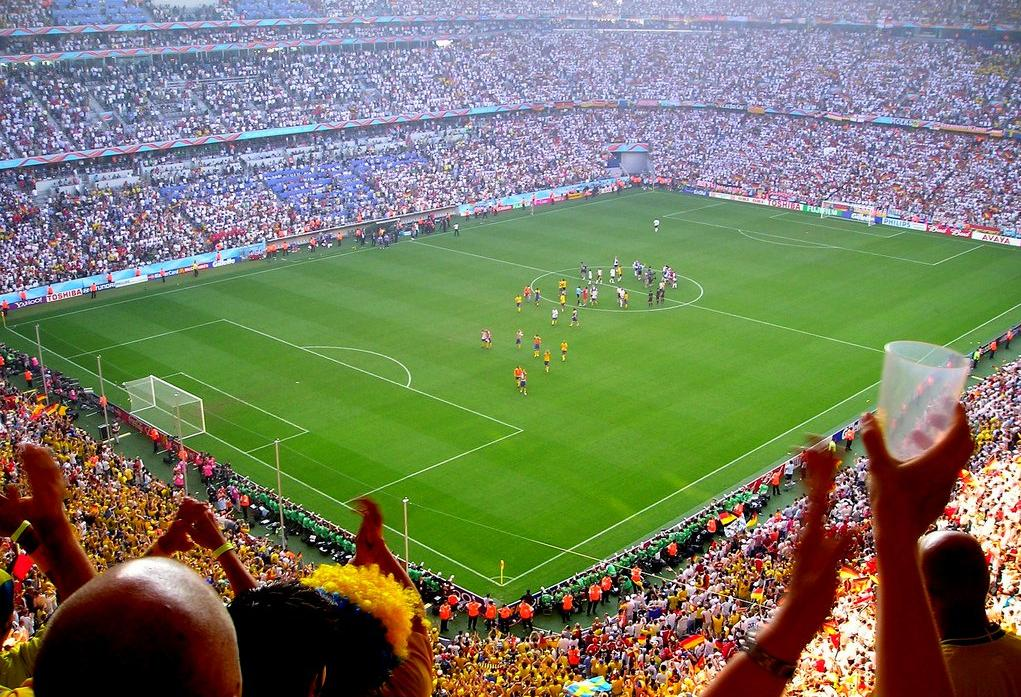
Le sport national allemand est le football.

L'Allemagne est un des plus grands pays en football. La première division est connue sous le nom de Bundesliga qui est une des divisions nationales les plus convoitées. À compter de la saison 2010-11, la Bundesliga est à la troisième place au classement UEFA qui est basé sur la performance des clubs de participant à la Ligue des champions et la Ligue Europa. 
Le football en Allemagne est (comme dans la plupart des pays européens) le numéro un des sports pratiqués. Outre le championnat national, la Coupe d'Europe et la Coupe du Monde ont beaucoup d'attention parmi sa population.
Le Bayern Munich (en allemand : Bayern München) est le club de football qui a le plus de succès en Allemagne avec (en 2020) 30 titres de champion national, 20 coupes nationales et 6 titres de champion d'Europe à son actif.
Comme beaucoup d'autres clubs de football allemands, le Bayern Munich est un club multi-sports.

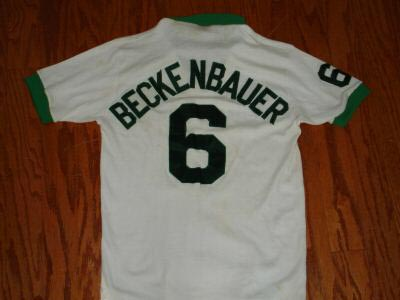
Le maillot de Franz Beckenbauer en 1977.

L'équipe d'Allemagne de football est l'une des plus grandes équipes du football international. Surnommée la "Mannschaft", elle a remporté 4 fois la Coupe du monde en 1954, 1974, 1990 et 2014 et 3 fois le Championnat d'Europe de football en 1972, 1980 et 1996. Gerd Müller est le meilleur buteur de l'équipe nationale avec 68 buts, mais sa renommée est peut-être éclipsée par celle de Franz Beckenbauer, qui est l'un des rares hommes dans le monde ayant remporté la Coupe du Monde à la fois comme entraîneur et comme joueur. L'Allemagne a également accueilli la Coupe du Monde en 1974 et 2006, terminant troisième en 2006 après avoir perdu en demi-finale face au futur vainqueur : l'Italie. L'équipe nationale féminine est aussi une puissance mondiale, avec ses victoires de la Coupe du monde de football féminin en 2003 et 2007, faisant de l'Allemagne la seule nation à remporter à la fois la Coupe du monde masculine et Coupe du monde féminine (une rareté pour une nation où le centre d'attention est généralement le jeu des hommes). L'Allemagne a accueilli la Coupe du monde de football féminin 2011.

## Hockey sur glace

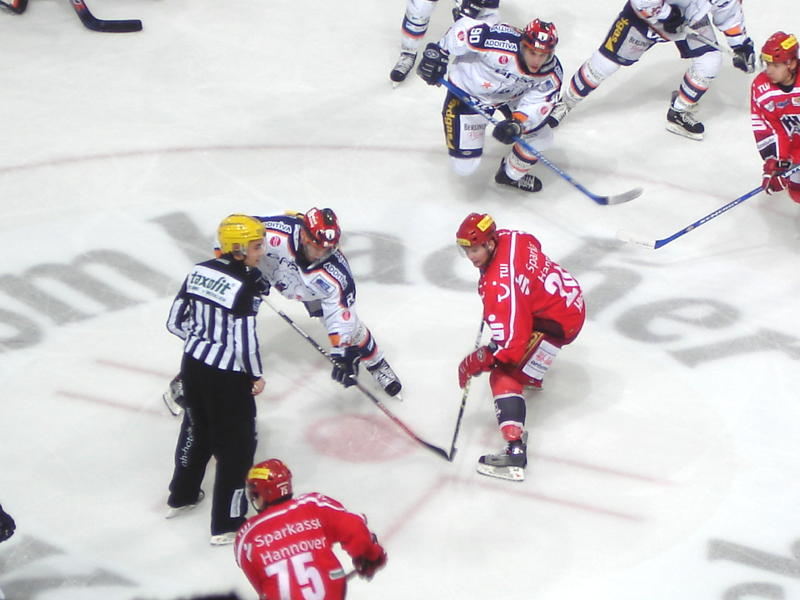
Eisbären Berlin vs Scorpions de Hanovre

Le hockey sur glace est l'un des sports les plus populaires d'Allemagne, même s'il est classé loin derrière le football. Il s'y compte beaucoup de ligues ; la première, comportant 14 équipes, s'appelle la Deutsche Eishockey Liga. L'équipe nationale dispose de nombreux joueurs de la LNH comme Christian Ehrhoff, Jochen Hecht, Dennis Seidenberg, Thomas Greiss, Marcel Goc et Marco Sturm, mais aussi des espoirs comme Alexander Sulzer, Philip Gogulla, Korbinian Holzer et Marcel Müller. Elle est actuellement classée 9e dans le monde. En 2010, Mannheim et Cologne ont coorganisé les championnats du monde de hockey sur glace. L'Allemagne a défait les États-Unis lors du match d'ouverture devant une foule record de 77 803 à la Gelsenkirchen Veltins-Arena. Elle a terminé le tournoi à la quatrième place, meilleur résultat de la nation depuis 1953. Le gardien allemand Dennis Endras a été nommé meilleur gardien du tournoi par l'IIHF et le meilleur gardien et joueur le plus utile par les médias.

## Basket-ball

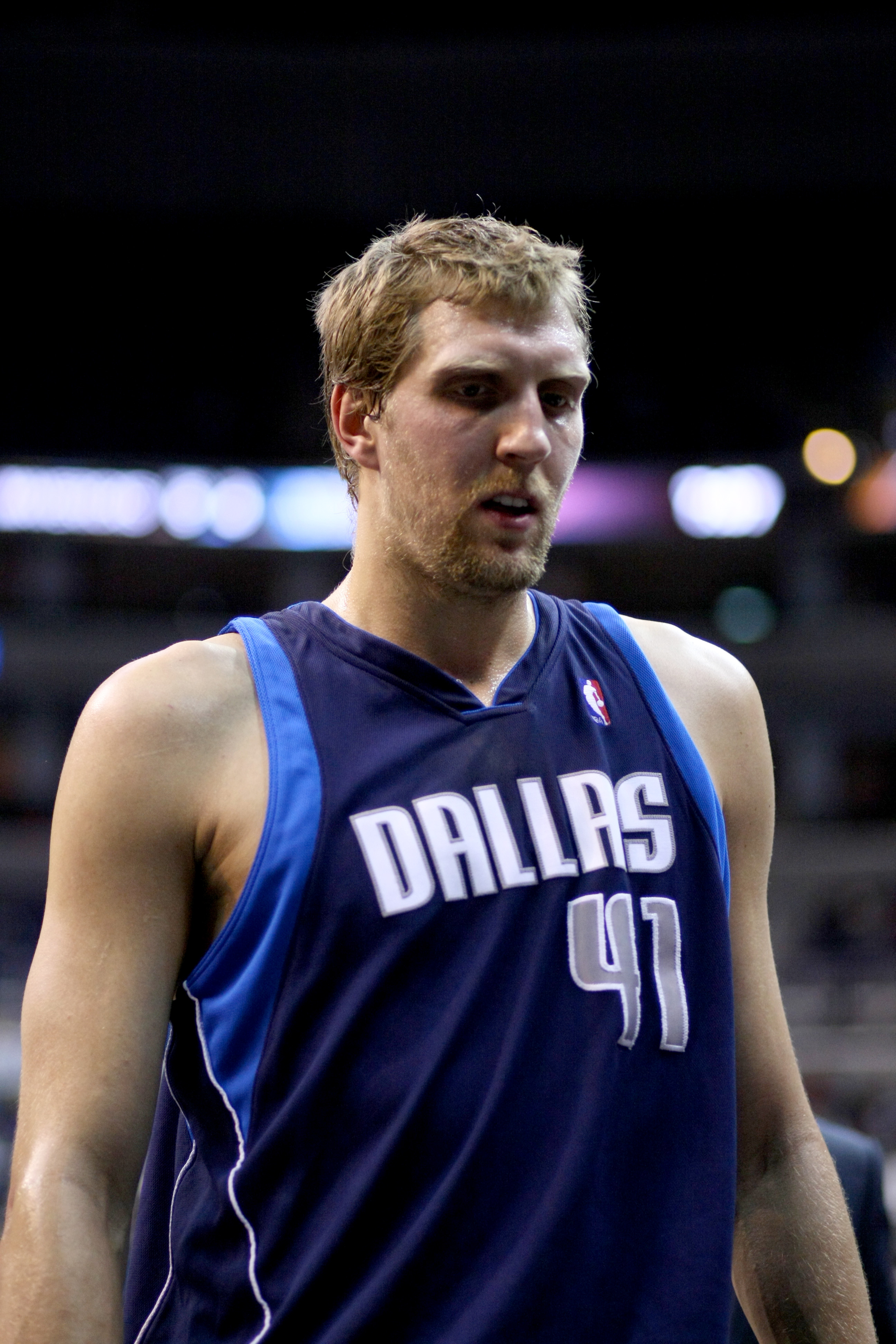
Dirk Nowitzki

Avec le football, le hockey sur glace et le handball, le basket-ball est l'un des sports les plus populaires en Allemagne. Le joueur le plus célèbre est Dirk Nowitzki, qui joue ailier fort (poste 4), pour les Dallas Mavericks dans la NBA. Les plus grands succès de l'Allemagne sont la victoire dans le Championnat d'Europe 1993 à domicile, la médaille d'argent au Championnat d'Europe 2005 et la médaille de bronze au Championnat du monde 2002.

## Handball

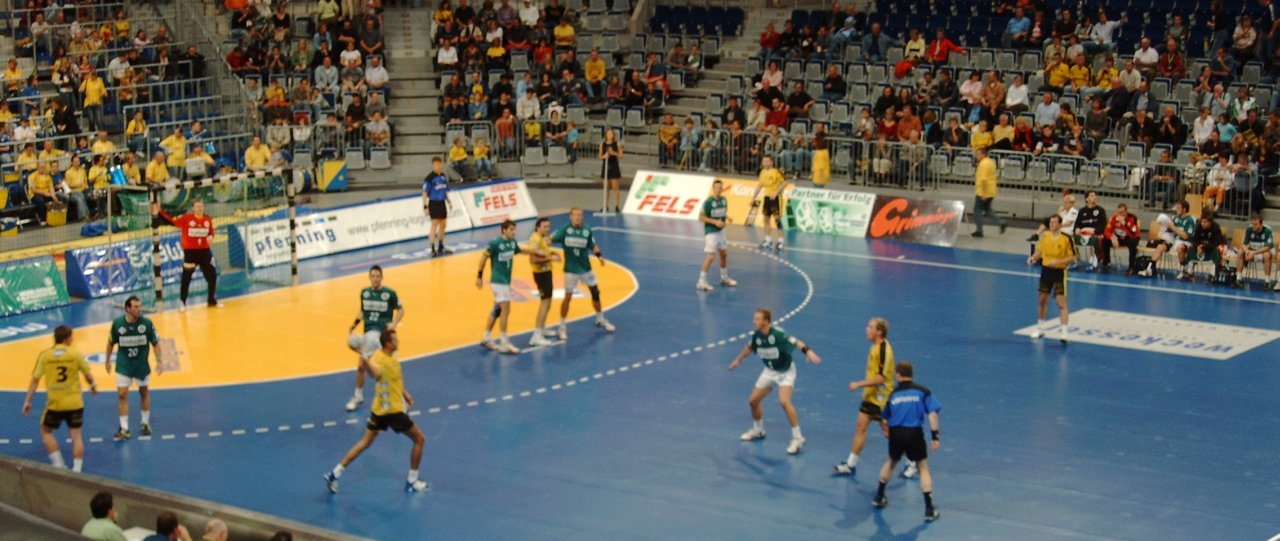
Le handball est un sport d'équipe populaire en Allemagne.

L'Allemagne est considérée comme le berceau du handball. Le premier match officiel de l'ère moderne a été joué le 29 octobre 1917 à Berlin, en Allemagne. Le premier match international a été joué le 3 septembre 1925 entre l'Allemagne et l'Autriche. Aujourd'hui, le handball est un sport d'équipe majeur et regardé dans toute l'Allemagne. La Bundesliga est considérée comme la ligue la plus compétitive des ligues professionnelles dans le monde. Ce sport est populaire dans les petites villes se trouvant au travers du pays et attire autant d'attention que le hockey sur glace ou le basket-ball. L'équipe nationale a remporté 3 fois le championnat du monde, en 1978 et en tant qu'hôte en 1938 et en 2007.

## Automobile

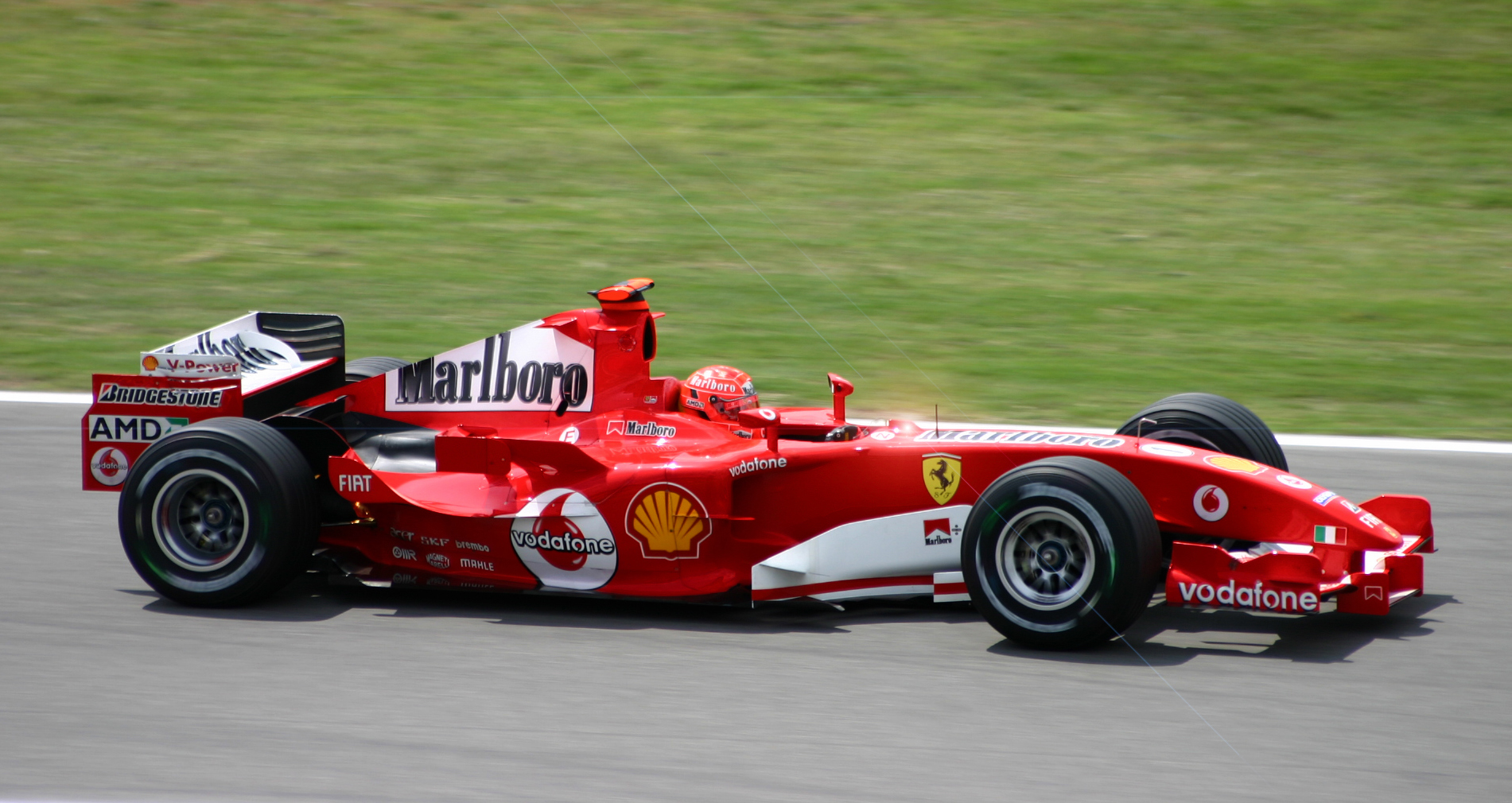
Michael Schumacher a remporté 91 courses et 7 championnats en Formule 1.

L'Allemagne est l'un des plus grands pays du sport automobile mondial. Le pays compte deux circuits célèbres, Hockenheim et le Nürburgring, qui accueillent alternativement le Grand Prix d'Allemagne de Formule I. Le constructeur automobile allemand Mercedes-Benz qui a débuté en Formule 1 en tant que constructeur en 1954 sous le nom Daimler-Benz AG a remporté deux titres pilotes grâce à Juan Manuel Fangio. 38 ans après son retrait de la compétition automobile, Mercedes est revenu en Formule 1 en 1993 en tant que motoriste de l'écurie Sauber avant de propulser les monoplaces de McLaren Racing à partir de 1995 (dont il était actionnaire jusqu'en 2011), de Force India et de Brawn GP en 2009, s'associant à deux titres mondiaux constructeurs remportés par McLaren en 1998 et par Brawn GP en 2009. Le groupe allemand a fait son retour en tant que constructeur de châssis en 2010 à la suite du rachat de 75,1 % de l'écurie Brawn GP le 16 novembre 2009, en faisant sortir de sa retraite Michael Schumacher, qui a fait équipe avec Nico Rosberg durant trois saisons avant de laisser sa place à Lewis Hamilton en 2013. Mercedes est parallèlement resté le motoriste de McLaren (jusqu'en 2014) et de Force India, puis celui de Williams en 2014, et de Lotus en 2015. 2014 marque les débuts du nouveau moteur V6 turbo hybrides et de la domination sans partage de Mercedes avec l'obtention de 3 doublés consécutifs titre constructeur et titre pilote (2 pour Hamilton en 2014 et 2015 et 1 pour Rosberg en 2016).

L'Allemagne a toujours eu de grands pilotes de Formule I : la légende Michael Schumacher (7 fois champion du monde), Sebastian Vettel (4 fois champion du monde) ou plus récemment, Nico Rosberg (champion du monde en 2016). Un autre pilote allemand, Wolfgang von Trips, a failli remporter le titre mais est mort dans un accident dans la dernière course à Monza en 1961, donnant le titre à son coéquipier Phil Hill. Schumacher est le pilote qui a remporté le plus de courses et de championnats de Formule 1 depuis 1950. En 2003, il établit un nouveau record en gagnant pour la 6e fois le championnat de Formule 1, dépassant ainsi le record de Juan Manuel Fangio datant de 1957. Il est également le pilote le mieux payé dans l'histoire du sport, avec un salaire annuel de quelque 70 millions de dollars. En 2005, il est devenu le premier athlète milliardaire du monde, selon le magazine Eurobusiness. Il est considéré comme l'un des plus grands pilotes de tous les temps, notamment grâce aux 7 championnats de Formule 1 qu'il a gagné dans sa carrière. 

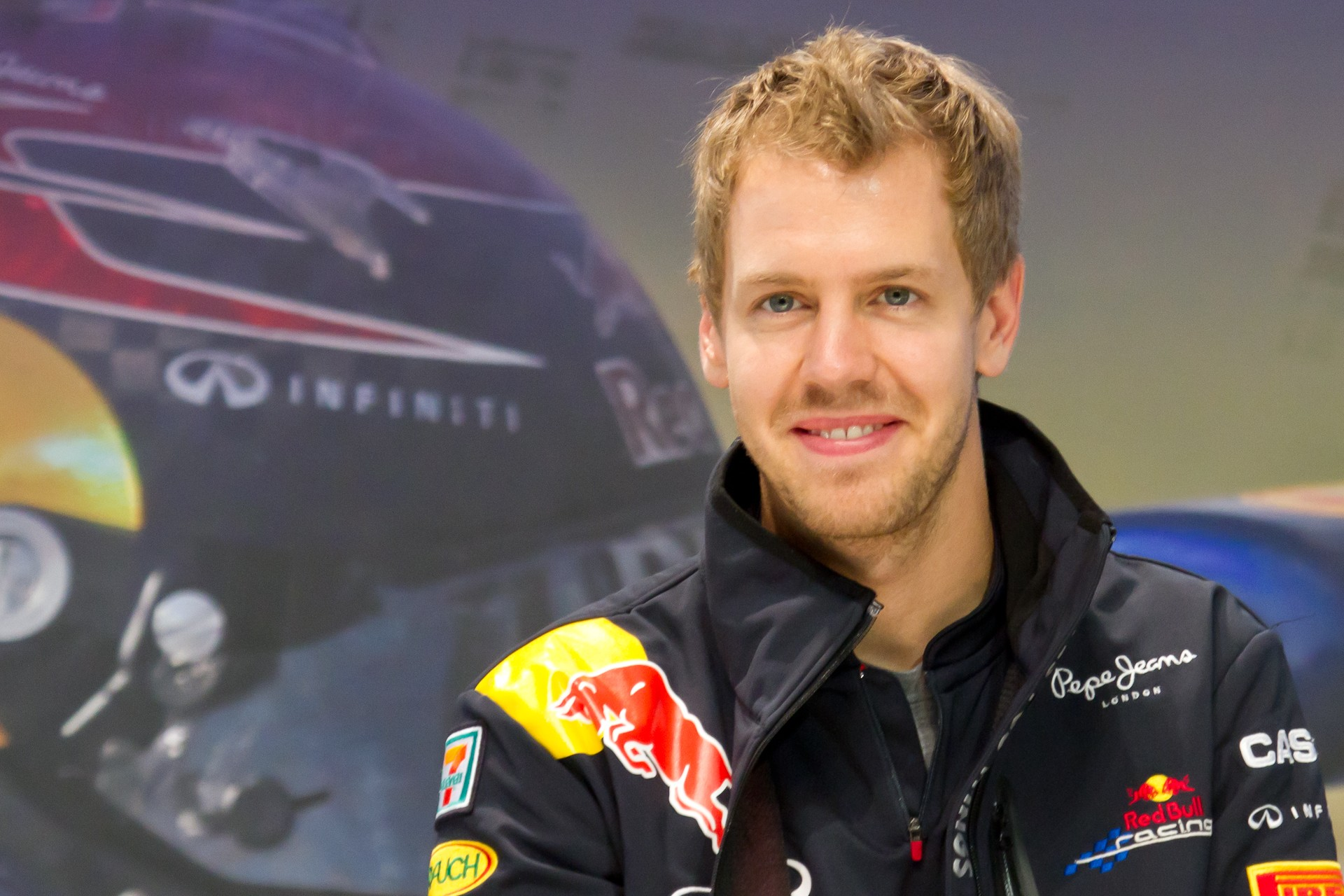
Sebastian Vettel

En 2010, Vettel devient le plus jeune pilote à remporter le championnat du monde. Il avait déjà été le plus jeune pilote de F1, le plus jeune à gagner des points à ce championnat et également le plus jeune à remporter une course. 
Le DTM (Deutsche Tourenwagen Masters) est le championnat allemand de voitures de tourisme. Il est considéré comme l'un des meilleurs championnats de voitures de tourisme dans le monde. De nombreux pilotes de Formule 1 sont passés dans ce championnat, dont Mika Häkkinen, Jean Alesi et bien d'autres. Depuis 1995, seules les marques allemandes sont autorisées à disputer ce championnat. Actuellement, seuls Audi, Mercedes-Benz et BMW le disputent, mais Opel et Alfa Romeo l'ont déjà disputé. Les courses ont lieu principalement en Allemagne, mais certaines se font ailleurs en Europe. Elles attirent d'énormes foules et de nombreuses célébrités ont assisté à ces courses. Les 24 heures du Mans sont la course la plus prestigieuse qui se tient en France ; Porsche a remporté la course 18 fois, ce qui est le record absolu, et Audi 13 fois.

## Tennis

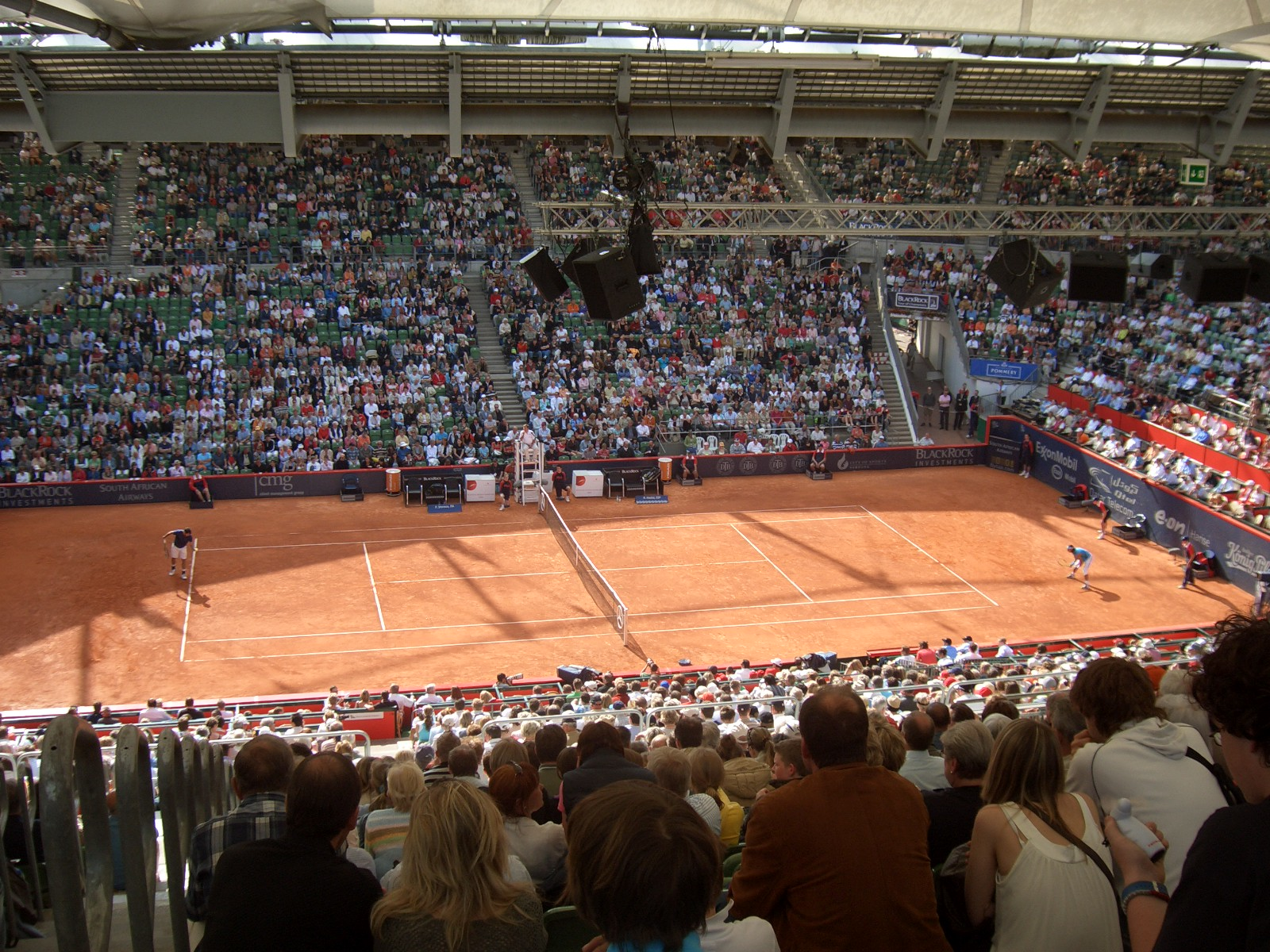
Rafael Nadal contre Potito Starace au Masters de Hambourg 2008.

C'est un sport populaire en Allemagne, qui a produit 2 immenses champions: Boris Becker (6 fois vainqueur en Grand Chelem) et Steffi Graf, une des plus grandes joueuses de l'histoire (22 titres en Grand Chelem, record du nombre de semaines numéro 1 mondiale chez les femmes). D'autres joueurs, comme Michael Stich (vainqueur de Wimbledon en 1991), Tommy Haas, Philipp Kohlschreiber, ont eu des succès moindres. La relève semble assurée chez les hommes avec le jeune prodige Alexander Zverev (vainqueur des Jeux Olympiques de Tokyo 2020), et chez les femmes avec Angelique Kerber (vainqueur à l'Open d'Australie 2016, à l'US Open 2016, et à Wimbledon 2018). 
Le tournoi de Hambourg, fondé en 1892, est l'épreuve la plus importante disputée en Allemagne, elle fait partie des tournois Masters 500, les plus importants après les Masters 1000 et les tournois du grand chelem.

## Cyclisme
- Erik Zabel : un des meilleurs sprinters des années 90 et 2000, 20 victoires sur les Grands Tours et dans les classiques (notamment 4 fois Milan-San Remo) dont les performances sont néanmoins, comme Jan Ullrich, entachées par l'utilisation de produits dopants.

- Jan Ullrich : seul Allemand à avoir remporté le Tour de France (en 1997), il a également gagné le Tour d'Espagne (1999). Champion Olympique sur route en 2000, deux fois champion du monde du contre la montre en 1999 et en 2001.

On peut également citer les sprinteurs Marcel Kittel et André Greipel, ou le spécialiste du contre-la-montre Tony Martin, 4 fois champion du monde de la spécialité.

## Autres sports de combat
- Mensur